# Альфред Реньї
Альфред Реньї (угор. Rényi Alfréd; 20 березня 1921, Будапешт, Угорщина — 1 лютого 1970, Будапешт, Угорська Народна Республіка) — угорський математик.

## Життєпис
Народився в Будапешті в родині інженера-механіка Артура Реньї (до політики мадяризації імен — Розенталь, 1894—1950) і Барбари Александер (1899—1947). Онук філософа і літературного критика Бернарда Александера (справжнє ім'я Александер Маркус, 1850—1927), племінник психоаналітика Франца Александера. Навчався в Будапештському університеті, після закінчення якого 1944 року призваний на обов'язкову для чоловіків єврейського походження роботу в примусовому трудовому таборі, звідки втік незадовго до депортації. До закінчення війни переховувався в Будапешті, тоді як його батьків інтерновано в гетто.
Здобув докторський ступінь в Сегедському університеті; від 1949 року — професор Дебреценського університету; засновник Математичного інституту в Будапешті, який нині іменується Математичним інститутом Альфреда Реньї, де працюють близько 70 математиків; основні праці з теорії ймовірностей, теорії інформації, комбінаторики й теорії графів; у теорії інформації ввів спектр ентропій Реньї (однопараметричний), узагальнення ентропії Шеннона і розходження Кульбака — Лейблера, які породжують спектр індексів різноманітності і призводять до спектру фрактальних розмірностей; написав 32 статті спільно з Палом Ердеш, у найвідоміших із яких уводиться модель Ердеша — Реньї випадкових графів.

## Відомі цитати
- «Якщо я відчуваю себе нещасним, я займаюся математикою, щоб стати щасливим. Якщо я щасливий, я займаюся математикою, щоб утримати щастя».
- «Математик — це автомат з переробки кави в теореми»[9].

## Публікації
- A. Rényi: Dialogues on Mathematics, Holden-Day, 1967.
- A. Rényi: A diary on information theory, Akadémiai Kiadó
- A. Rényi, Foundations of Probability,  Holden-Day, Inc., San Francisco, 1970, xvi + 366 pp
- A. Rényi, Probability Theory.  American Elsevier Publishing Company, New York, 1970, 666 pp.
- A. Rényi, Letters on Probability, Wayne State University Press, Detroit, 1972, 86pp.